# 고상호
고상호(1985년 10월 5일 ~ )는 대한민국의 배우이다. 2008년 뮤지컬 《마인》으로 데뷔하여 뮤지컬 무대에서 활발하게 활동하다 연극 무대에도 오르고, 2019년 《아스달 연대기》로 브라운관에도 데뷔하였다.

## 학력
- 백제예술대학교 뮤지컬과 전문학사

## 연기 활동

### 드라마
| 연도 | 방송사  | 제목                             | 역할        | 비고     |
| ---- | ------- | -------------------------------- | ----------- | -------- |
| 2019 | tvN     | 토일드라마 《아스달 연대기》     | 태다치      | 18부작   |
| 2020 | SBS     | 월화드라마 《낭만닥터 김사부 2》 | 양호준      | 16부작   |
| 2021 | tvN     | 토일드라마 《빈센조》            | 정인국      | 20부작   |
| 2022 | tvN     | 월화드라마 《고스트 닥터》       | 안태현      | 16부작   |
| 2023 | SBS     | 금토드라마 《모범택시 2》        | 유상기      |          |
| 2023 | SBS     | 금토드라마 《낭만닥터 김사부 3》 | 양호준      | 16부작   |
| 2024 | MBC     | 금토드라마 《수사반장 1958》     | 문국철      | 10부작   |
| 2024 | MBC     | 금토드라마 《지금 거신 전화는》  | 장혁진      | 12부작   |
| 2024 | ENA     | 월화드라마 《취하는 로맨스》     | 맞선남      | 특별출연 |
| 2025 | SBS     | 금토드라마 《나의 완벽한 비서》  | 영민        | 12부작   |
| 2025 | Netflix | 오리지널 드라마 《트리거》       | 국정원 후배 | 10부작   |

### 영화
| 연도 | 제목 | 역할   | 비고 |
| ---- | ---- | ------ | ---- |
| 2017 | 하루 | 기자 1 |      |

### 연극
- 2017년 《월요 쇼케이스 - 보도지침》 김정배 역
- 2018년 《트레인스포팅》 토미 역
- 2019년 《생쥐와 인간》 조지 역
- 2023년 《튜링머신》
- 2025년 《세일즈맨의 죽음》 - 해피 로먼 역

### 뮤지컬
- 2023년 《멸화군》- 중림 역
- 2025년 《등등곡》 - 김영운 역

## 수상
- 2023년 SBS 연기대상 신스틸러상